# Ignacio Lang
Ignacio González-Lang, conegut artísticament com a Ignacio Lang (San Juan, Puerto Rico, 1975) és un artista porto-riqueny establert a Nova York (Estats Units). Tot i això, la vida i l'obra de Lang es mou entre dos mons molt diferents: la gran metròpoli i Puerto Rico.
Va obtenir el B.F.A. al California Institute of the Art de Valencia (1995-1998). El 2003 va obtenir el M.F.A. a l'Escola d'arts visuals de la Universitat de Colúmbia de Nova York.
L'any 2007 va rebre una beca de la Fundació Art Matters, atorgada a artistes emergents que realitzen projectes internacionals de rellevància social.
Ha exposat la seva obra a diverses galeries i museus, entre els quals es troba la Fundació Joan Miró de Barcelona, el MoMA/P.S.1, l'Institut d'Art Contemporani de Londres, el Museu d'Art de València (2002), l'International Center of Photography (2003) i el Museo de Arte de Puerto Rico. (2004) El 2013 va participar, juntament amb altres artistes, en una exposició col·lectiva a El Museo del Barrio de Nova York, a "La Bienal 2013", qua agrupa artistes llatins i llatinoamericans.

## Algunes exposicions
- 1993: The Best of Ringlyng Selby Gallery, Sarasota, Florida (EUA)
- 1996: The Plumbing Show organitzada per Margaret Morgan a espais alternatius, Los Angeles, Califòrnia (EUA)
- 1997: The Annex Show organitzada per Lang & Andrea Claire. Hi participen 25 artistes a 25 estudis abandonats a Valencia, Califòrnia (EUA)
- 1997: Eclipse Gallery A 402, Cal Art, Los Angeles, Califòrnia (EUA)
- 1998: Pequeño Formato Museo de las Américas, San Juan, (Puerto Rico)
- 1998: Travelers A 301 Gallery, Cal Art, Los Angeles, Califòrnia (EUA)
- 1999: Juego/Tensión Museo de Arte Contemporáneo de Puerto Rico, Santurce, (Puerto Rico)
- 2000: Buscant un senyal Espai 13, Fundació Joan Miró, Barcelona (Catalunya)

### Fundació Joan Miró
L'any 2000 l'Espai 13 de la Fundació Joan Miró va inaugurar el cicle "Un oasi en el desert blau", comissariat per Michy Marxuach, on van participar cinc artistes de Puerto Rico:
- Charles Juhasz Alvarado - Tu-Tran
- Adam de Croix - Canvi de domicili
- Chemi Rosado Seijo - Tapar per veure-hi millor
- Dhara Rivera - El soterrani i el jardí
- Ignacio Lang - Buscant un senyal

La instal·lació de Lang, Buscant un senyal, constava de tres obres: Pescant senyals, Blau i Coriolis Force. Amb aquestes, explorava la realitat del nostre entorn en relació amb les nostres vivències actuals. Es tractava d'una reflexió del concepte d'horitzó, de la desaparició de la visió i de la mitologia que es deriva de les coses que desapareixen. Amb aquesta exposició, Ignacio Lang es va plantejar també la funció del receptor i la dificultat per captar senyals segons la situació geogràfica.